# Mirollia luteipennis
Mirollia luteipennis är en insektsart som beskrevs av Heinrich Hugo Karny 1925. Mirollia luteipennis ingår i släktet Mirollia och familjen vårtbitare. Inga underarter finns listade i Catalogue of Life.